# Erythrochlamys
Erythrochlamys  é um gênero botânico da família Lamiaceae

## Espécies
| - Erythrochlamys cufodontii - Erythrochlamys fruticosa - Erythrochlamys kelleri - Erythrochlamys leucosphaera | - Erythrochlamys nivea - Erythrochlamys nummularia - Erythrochlamys spectabilis |